# Phrynosoma coronatum
Espèce
Synonymes
- Agama coronatum Blainville, 1835
- Phrynosoma frontalis Van Denburgh, 1894
- Phrynosoma schmidti Barbour, 1921
- Phrynosoma nelsoni Schmidt, 1922
- Phrynosoma jamesi Schmidt, 1922

Statut de conservation UICN

 LC  : Préoccupation mineure
Statut CITES
Phrynosoma coronatum est une espèce de sauriens de la famille des Phrynosomatidae.

## Répartition
Cette espèce se rencontre :
- aux États-Unis en Californie ;
- au Mexique en Basse-Californie et en Basse-Californie du Sud.

## Description
C'est un lézard terrestre et ovipare, les femelles enterrant les œufs dans le sol. Il a l'habitude de s'enterrer dans les sols meubles. Il vit dans de nombreux habitats comme des maquis, prairies et forêts, avec une végétation plutôt faible. Il semble apprécier les zones où se trouvent de nombreuses fourmis.

## Liste des sous-espèces
Selon The Reptile Database (6 mai 2015) :
- Phrynosoma coronatum coronatum (Blainville, 1835)
- Phrynosoma coronatum frontale Van Denburgh, 1894
- Phrynosoma coronatum jamesi Schmidt, 1922

## Publications originales
- Barbour, 1921 : A new Phrynosoma from Cerros Island. Proceedings of the New England Zoölogical Club, vol. 7, p. 113-115 (texte intégral).
- Blainville, 1835 : Description de quelques espèces de reptiles de la Californie précédée de l’analyse d’un système général d’herpétologie et d’amphibiologie. Nouvelles Annales du Muséum d'Histoire Naturelle, vol. 4, p. 233-296 (texte intégral).
- Schmidt, 1922 : The Amphibians and Reptiles of Lower California and the Neighboring Islands. Bulletin of the American Museum of Natural History, vol. 46, no 11, p. 607-707 (texte intégral).
- Van Denburgh, 1894 : Descriptions of three new lizards from California and lower California, with a note on Phrynonsoma blainvillii. Proceedings of the California Academy of Sciences, sér. 2, vol. 4, p. 296-301 (texte intégral).